# Muszyna (gmina)
Muszyna est une gmina mixte du powiat de Nowy Sącz, Petite-Pologne, dans le sud de Pologne, sur la frontière avec la Slovaquie. Son siège est la ville de Muszyna, qui se situe environ 33 km au sud-est de Nowy Sącz et 105 km au sud-est de la capitale régionale Cracovie.
La gmina couvre une superficie de 141,99 km2 pour une population de 11 293 habitants.

## Géographie
Outre la ville de Muszyna, la gmina inclut les villages d'Andrzejówka, Dubne, Jastrzębik, Leluchów, Łopata Polska, Milik, Powroźnik, Szczawnik, Wojkowa, Żegiestów et Złockie.
La gmina borde les gminy de Krynica-Zdrój, Łabowa et Piwniczna-Zdrój. Elle est également frontalière de la Slovaquie.